# Барчхойотар
Барчхойотар (чечен. Барчхой-Отар) — село в Новолакском районе Дагестана.
Входит в Барчхойотарское сельское поселение.

## Географическое положение
Село расположено на берегу реки Ямансу; расстояние до районного центра Новолакское — 4 км.
Ближайшие населённые пункты: на северо-востоке — село Зори-Отар, на юге — село Новолакское, на юго-западе — сёла Банайюрт и Ямансу, на востоке — село Новокули.

## История
Во время выселения чеченцев в 1944 году в Центральную Азию население аула Барчхой выслано, а аул заселён лакцами из сел Марки и Ницовкра Лакского района и до 2013 г. имело название Ницовкра
В 2013 году возвращено прежнее название села.

## Население
| 1926 | 1939 | 1970 | 1989 | 2002 | 2010 | 2021 |
| ---- | ---- | ---- | ---- | ---- | ---- | ---- |
| 286  | ↗362 | ↘265 | ↗299 | ↗401 | ↗451 | ↘332 |

Национальный состав по переписи 2002 г.: чеченцы — 46 %, лакцы − 53 %.
По данным Всероссийской переписи населения 2010 года:
| № | Национальность | Численность, чел. | Доля |
| - | -------------- | ----------------- | ---- |
| 1 | чеченцы        | 354               | 78 % |
| 2 | лакцы          | 92                | 20 % |
| 3 | другие         | 5                 | 2 %  |